# Anna D'Angeri
Anna Angermayer de Redenburg (Viena, 14 de noviembre de 1853 - Trieste, 14 de diciembre de 1907), conocida artísticamente como Anna D’Angeri, fue una soprano austriaca de nacimiento, pero italiana de adopción.
Procedente de una noble familia vienesa, estudió en el conservatorio de su ciudad con Mathilde Graumann Marchesi. Inició su breve carrera operística en Italia, donde asumió el nombre artístico de Anna d'Angeri. Debutó con gran éxito en el Teatro Social de Mantua en 1873 con la protagonista de L'Africaine. Su fama volvió a Austria, y, sin dejar de residir y actuar en Italia, estuvo contratada durante diez años en la Hofoper de Viena. En 1879 debutó en La Scala, con una exitosa representación de Un ballo in maschera.
Verdi seleccionó personalmente a D’Angeri para una representación del Don Carlo por recomendación de Franco Faccio, que destacó sus cualidades dramáticas y su robustez vocal. Destacó en otros roles verdianos (Elvira, de Ernani, Elena de I vespri siciliani, Aida, etc.). Entre 1873 y 1877 actuó anualmente en el Covent Garden de Londres, participando en los estrenos británicos de Lohengrin (Ortrud) y Tannhäuser (Venus). En 1880 se presentó en el Teatro Real de Madrid, con Lucrezia Borgia y Le roi de Lahore, compartiendo escenario con Julián Gayarre y Enrico Tamberlick.
Durante su etapa en la Scala tuvo la oportunidad de participar en varios estrenos, como los de María Tudor, de Carlos Gomes (1879, junto a Francesco Tamagno, Edouard de Reszke y Giuseppe Kaschmann) y Il figliuol prodigo, de Ponchielli (1880). En 1881 también participó, junto a Victor Maurel, Tamagno y de Reszke, y al director Franco Faccio, en el estreno en la Scala de la revisión de Simón Boccanegra.
A finales de ese mismo año de 1881 se casó con el empresario teatral Vittorio Salem, y se retiró de los escenarios. Rechazó reaparecer, a petición de Verdi, para el estreno de Otello en 1887. Solo volvió a cantar en algunos conciertos benéficos, junto a Tamagno o Maurel.